# Destroy Rebuild Until God Shows
Destroy Rebuild Until God Shows est un groupe de post-hardcore et rock alternatif américain, originaire de Pontiac dans le Michigan. Le groupe est très peu connu en France et dans les autres pays voisins mais c'est fait un nom aux États-Unis dans la scène post-hardcore. Ils sortent leur premier album nommé D.R.U.G.S. le 22 février 2011. Le groupe se sépare deux ans après sa création, en 2012. Après un hiatus de plusieurs années, ils reviennent en 2020 avec de nouveaux membres et sortent un deuxième album, Destroy Rebuild, en 2022.

## Biographie

### Formation (2009–2010)
Le groupe est formé en 2009 après que Craig Owens a quitté le groupe Chiodos. La formation du groupe prend des musiciens de différents groupes : le chanteur Craig Owens de Chiodos, le batteur Aaron Stern de Matchbook Romance, le guitariste et chanteur Nick Martin de Underminded, le guitariste et chanteur Matt Good de From First To Last et le bassiste Adam Russel du groupe Story Of The Year. Le groupe a joué ses deux premiers concerts au Pike Room à Pontiac les 28 et 29 novembre 2010.

### Premier album et succès (2010–2012)
Le 11 novembre 2010, le groupe sort son premier single, intitulé If You Think This Is About You, It Probably Is. Le 6 décembre 2010, sort le second single Mr. Owl Ate My Metal Worm. Le troisième single s'intitule Sex Life sorti le 18 janvier 2011. Le quatrième et dernier single My Swagger Has A First Name sort le 31 janvier 2011.
L'album D.R.U.G.S. sort le 22 février 2011, il se vend à 14 000 exemplaires dès la première semaine de sortie et se classe à la vingt-neuvième place du Billboard 200. Il se place également à la première place au U.S Hard Rock List du classement Billboard. Le groupe enchaîne ensuite les concerts et participe au Counter Revolution Tour en Australie, au WWIII Tour, aux côtés de Hollywood Undead et Asking Alexandria.  D.R.U.G.S. est bien accueilli par la presse spécialisée, et les fans qui lui ont tous accordé des critiques positives.

### Séparation (2012)
Le 26 avril 2012, le groupe Chiodos sort une vidéo incluant Craig Owens, ce qui annonce son retour au sein du groupe. Le jour suivant, les autres membres du groupe décident de quitter le groupe. Cependant, le 24 août 2012, il est annoncé que Matt Good, Nick Martin, Adam Russel et Aaron Stern se réunissent sans Craig Owens et travaillent sur un nouvel album. Le 30 août 2012, Matt Good annonce via son Twitter que plus personne ne fait partie du groupe désormais excepté Craig Owens. Le groupe prend donc fin cette même année.

### Retour (depuis 2020)
En février 2020, une nouvelle démo de chanson est mise en ligne et intitulant King I Am, mais sans plus de précision sur le futur du groupe.
Un an plus tard, le groupe annonce avoir signé avec le label Velocity Records pour un futur album. Le groupe annonce également de nouveaux membres, en effet, le seul membre fondateur restant est le chanteur Craig Owens. Jona Weinhofen à la guitare, membre d'I Killed the Prom Queen et anciennement de Bring Me The Horizon et Aaron Patrick à la basse, du groupe All That Remains, rejoignent donc le groupe,.
Le 2 février 2022, le groupe sort, officiellement cette fois, une nouvelle chanson intitulé Destiny. Le 11 mars, ils dévoilent un nouveau titre, Satellites in Motion, ainsi que l'annonce de leur nouvel album en onze ans, Destroy Rebuild, pour le 17 juin 2022 avec leur nouveau label Velocity Records. 

## Membres

### Membres actuels
- Craig Owens - chant (2010–2012 et depuis 2020)
- Jona Weinhofen - guitare (depuis 2021)
- Aaron Patrick - basse (depuis 2021)

### Anciens membres
- Matt Good - chant, guitare, synthétiseur (2010–2012)
- Nick Martin - guitare, chant (2010–2012)
- Adam Russel - basse, chant (2010–2012)
- Aaron Stern - batterie (2010–2012)